# Ноэль, Филип
Филип Уильям Ноэль (англ. Philip William Noel; род. 6 июня 1931, Уорик, Род-Айленд) — американский политик и юрист, 68-й губернатор штата Род-Айленд с 1973 по 1977 год. 

## Биография
Филип Ноэль родился 6 июня 1931 года в Уорике, штат Род-Айленд в семье автомеханика. Он посещал государственные школы в своём родном городе. Он был президентом своего класса в средней школе Сэмюэла Гортона и был включен в футбольную команду штата Род-Айленд во время своей учебы там.
Ноэль устроился на свою первую работу в возрасте 15 лет. Он был коммерческим рыбаком. Позже Ноэль получил футбольную стипендию в Джорджтаунском университете. Он перевелся в Университет Брауна, когда Джорджтаун прекратил свою футбольную программу. Ноэль получил степень по экономике в Брауновском университете в 1954 году, затем вернулся в Джорджтаунский университет для изучения права с целью поступить на службу в ФБР. Еще учась в школе, он получил работу в почтовом отделении Сената от демократической партии.
После получения степени Ноэль начал свою профессиональную карьеру в качестве практикующего юриста-одиночку в юридических офисах в Провиденсе и Уорике.
Ноэль женился на Джойс Энн Сэндберг 20 октября 1956 года. Сандберг стала мисс Род-Айленд в 1953 году и участвовала в конкурсе «Мисс Америка» в 1953 году. У них было пятеро детей.

## Политическая карьера
Получив поддержку от сенатора Пасторе, Ноэль баллотировался в городской совет Уорика в 1958 году. Он проиграл свою первую кампанию, но был избран в 1960 году и прослужил три срока. В 1966 году он был избран мэром Уорика, занимая этот пост с 1967 по 1973 год. В 1972 году он провел успешную кампанию за пост губернатора Род-Айленда. Сенатор Пасторе объявил о своем уходе из Сената в конце 1975 года. В январе 1976 года Ноэль объявил о выдвижении своей кандидатуры от Демократической партии на пост преемника Пасторе.
Будучи губернатором, Ноэль выступил спонсором принятия закона о создании портового управления Род-Айленда, наделённого полномочиями по установлению контроля над Квонсет-Пойнт, Дэвисвиллом и другим переданным военным имуществом США. Он основал Департамент экономического развития Род-Айленда. Ноэль выступил спонсором принятия закона, который учредил Корпорацию жилищного и ипотечного финансирования Род-Айленда.
Президент Никсон поручил Ноэлю отправиться в Китай с дипломатической миссией. Президент Форд назначил Ноэля членом Комиссии США по межправительственным отношениям.
В 1976 году Ноэль был исполняющим обязанности председателя Комитета платформы Национального съезда демократической партии того года. Он также был председателем Конференции губернаторов-демократов.
После неудачной попытки занять место в Сенате США в 1976 году Филип возобновил юридическую практику в Провиденсе и Вашингтоне, стал успешным застройщиком и основал несколько начинающих компаний в нефтяной промышленности, большинство из которых базировались в Луизиане. На закате карьеры Ноэль продолжал активно участвовать в различных коммерческих предприятиях, включая пристань для яхт Уорика и загородный клуб.

## Дальнейшая жизнь
После завершения срока полномочий на посту губернатора Ноэль вернулся к своей юридической практике.
Ноэль и его жена жили в Эстеро, штат Флорида. Он больше не принимал клиентов, но по-прежнему занимался юридической работой в различных компаниях своей семьи, включая коммерческую недвижимость и рисовую ферму в Луизиане. Ноэль проводит около полугода во Флориде и половину в Уорике, где у него есть пристань для яхт и загородный дом. У него трое правнуков.
В 2011 году Ноэль был включён в Зал славы наследия Род-Айленда.
Жена Ноэля Джойс Энн Ноэль скончалась 13 февраля 2019 года.